# Żaszków
Żaszków (ukr. Жашків, Żaszkiw) – miasto na Ukrainie, w obwodzie czerkaskim, w rejonie humańskim, liczy ok. 14 tys. mieszkańców. Ośrodek przemysłu spożywczego.

## Historia
Miejscowość wzmiankowana była po raz pierwszy w XVII wieku. Początkowo własność książąt Ostrogskich, a następnie m.in. Sanguszków, Leduchowskich i Zakrzewskich.
W 1793 roku, w wyniku II rozbioru Polski, Żaszków przyłączono do Imperium Rosyjskiego, gdzie był siedzibą gminy Żaszków w powiecie taraszczańskim, w guberni kijowskiej.
W 1931 roku zaczęto wydawać gazetę.
Podczas okupacji hitlerowskiej, w lecie 1941 roku Niemcy utworzyli getto dla żydowskich mieszkańców. Przebywało w nim około 1500 osób. We wrześniu 1942 roku Niemcy zlikwidowali getto, a Żydów wywieźli do obozów w Bukach i Antonówce, 500 zamordowali na miejscu. Sprawcami zbrodni byli Niemcy oraz miejscowi kolaboranci. 
Prawa miejskie od 1956 roku.
W 1970 liczyło 13,8 tys. mieszkańców.
W 1989 liczyło 16 484 mieszkańców.
W 2013 liczyło 14 234 mieszkańców.

## Galeria

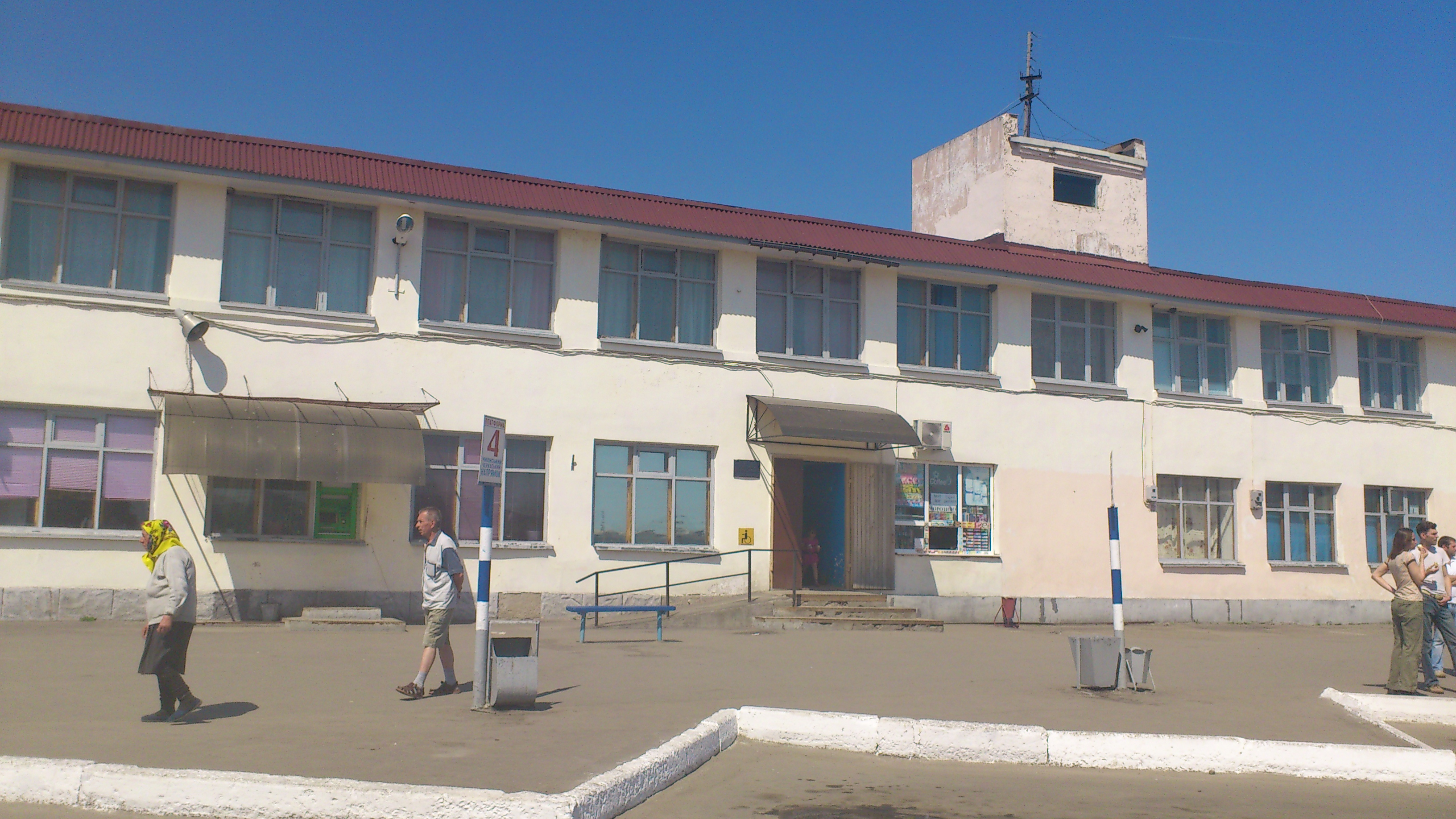
Dworzec autobusowy
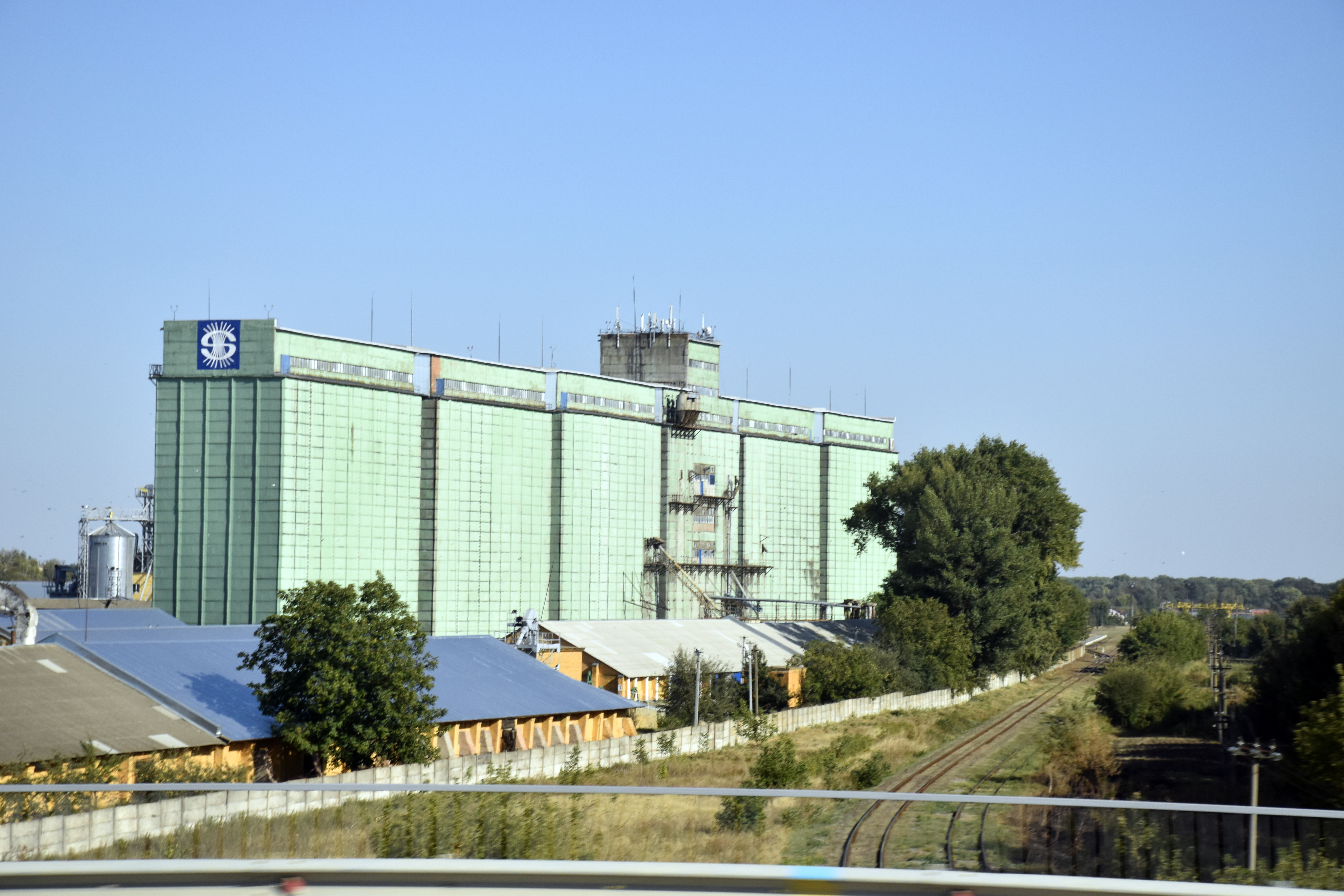
Elewator zbożowy
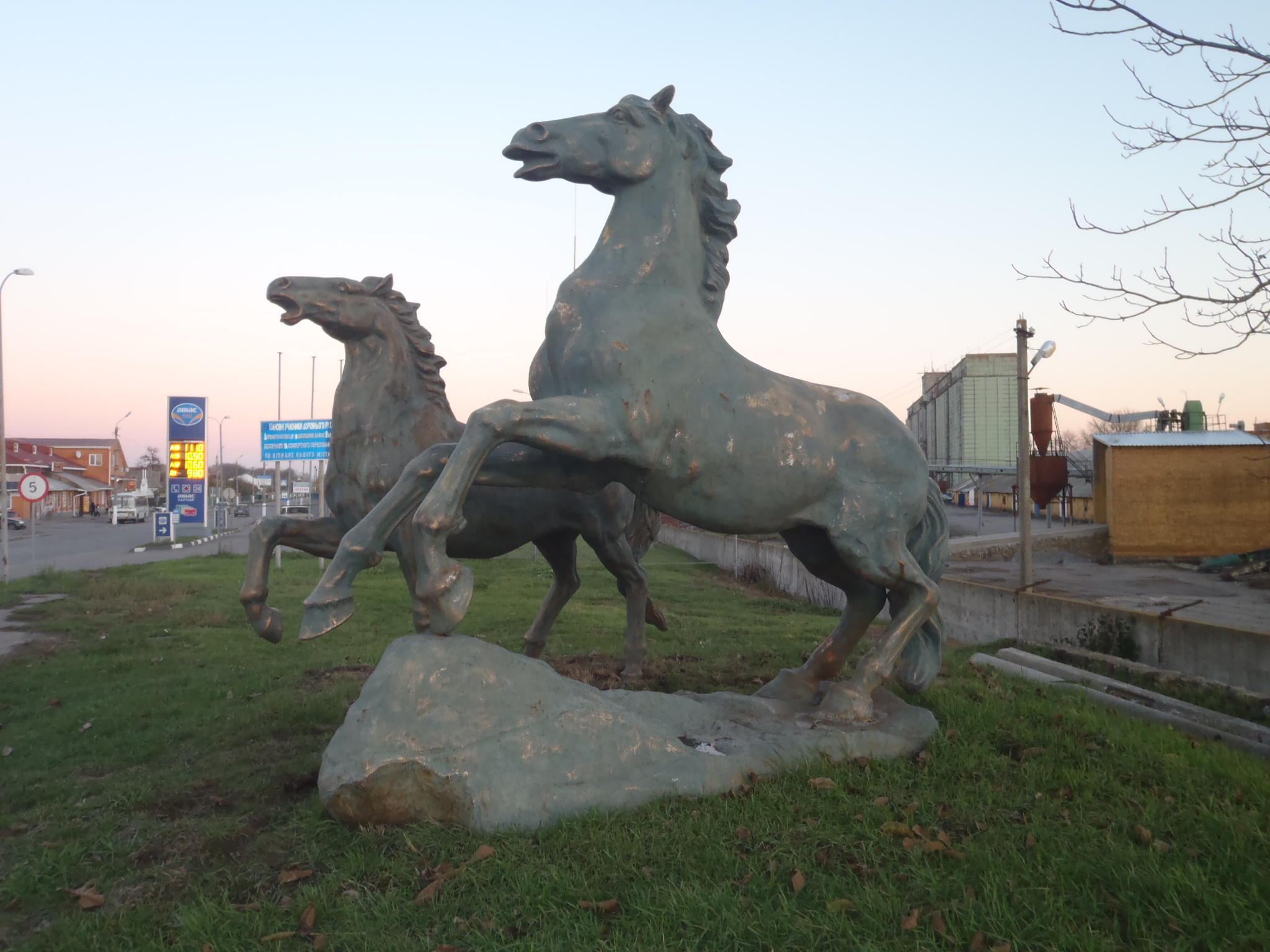
Pomnik koni